# Hallo Robbie!/Episodenliste
Diese Episodenliste enthält alle Episoden der deutschen Fernsehserie Hallo Robbie!, sortiert nach der offiziellen Folgennummerierung des ZDF. Die Fernsehserie umfasst 8 Staffeln mit 76 Episoden.

## Übersicht
| Staffel | Episodenanzahl | Erstausstrahlung  | Erstausstrahlung |
| Staffel | Episodenanzahl | Staffelpremiere   | Staffelfinale    |
| ------- | -------------- | ----------------- | ---------------- |
| 1       | 6              | 29. Dezember 2001 | 2. Februar 2002  |
| 2       | 10             | 26. Dezember 2002 | 22. Februar 2003 |
| 3       | 10             | 27. Dezember 2003 | 28. Februar 2004 |
| 4       | 10             | 2. April 2005     | 4. Juni 2005     |
| 5       | 10             | 12. November 2005 | 28. Januar 2006  |
| 6       | 10             | 7. April 2007     | 16. Juni 2007    |
| 7       | 10             | 6. September 2008 | 8. November 2008 |
| 8       | 10             | 15. November 2008 | 24. Januar 2009  |

## Staffel 1
| Nummer (gesamt) | Nummer (Staffel) | Titel                 | Erstausstrahlung (Deutschland) |
| --------------- | ---------------- | --------------------- | ------------------------------ |
| 1               | 1                | Seelöwin sucht Zimmer | 29. Dezember 2001              |
| 2               | 2                | S. O. S. für Robbie   | 5. Januar 2002                 |
| 3               | 3                | Seelöwen unerwünscht! | 12. Januar 2002                |
| 4               | 4                | Geheime Fracht        | 19. Januar 2002                |
| 5               | 5                | Robbie macht Stress   | 26. Januar 2002                |
| 6               | 6                | Gefährlicher Besucher | 2. Februar 2002                |

## Staffel 2
| Nummer (gesamt) | Nummer (Staffel) | Titel                       | Erstausstrahlung (Deutschland) |
| --------------- | ---------------- | --------------------------- | ------------------------------ |
| 7               | 1                | Alarm im Möwennest          | 26. Dezember 2002              |
| 8               | 2                | Seelöwenträume              | 28. Dezember 2002              |
| 9               | 3                | Rettung unter Wasser        | 4. Januar 2003                 |
| 10              | 4                | Robbie als Star             | 11. Januar 2003                |
| 11              | 5                | Große Fische, kleine Fische | 18. Januar 2003                |
| 12              | 6                | Auf neuen Pfaden            | 25. Januar 2003                |
| 13              | 7                | Gefahr für Robbie           | 1. Februar 2003                |
| 14              | 8                | Stürmische Zeiten           | 8. Februar 2003                |
| 15              | 9                | Robbie taucht ab            | 15. Februar 2003               |
| 16              | 10               | Start ins Leben             | 22. Februar 2003               |

## Staffel 3
| Nummer (gesamt) | Nummer (Staffel) | Titel                    | Erstausstrahlung (Deutschland) |
| --------------- | ---------------- | ------------------------ | ------------------------------ |
| 17              | 1                | In letzter Sekunde       | 27. Dezember 2003              |
| 18              | 2                | Ohnmacht                 | 3. Januar 2004                 |
| 19              | 3                | Strandläufer             | 10. Januar 2004                |
| 20              | 4                | Robbie macht Theater     | 17. Januar 2004                |
| 21              | 5                | Giftalarm                | 24. Januar 2004                |
| 22              | 6                | Der Ausreißer            | 31. Januar 2004                |
| 23              | 7                | Zwei Fremde aus dem Meer | 7. Februar 2004                |
| 24              | 8                | Glückliches Wiedersehen  | 14. Februar 2004               |
| 25              | 9                | Atemlos                  | 21. Februar 2004               |
| 26              | 10               | Flaschenpost             | 28. Februar 2004               |

## Staffel 4
| Nummer (gesamt) | Nummer (Staffel) | Titel                      | Erstausstrahlung (Deutschland) |
| --------------- | ---------------- | -------------------------- | ------------------------------ |
| 27              | 1                | Notruf unter Wasser        | 2. April 2005                  |
| 28              | 2                | Robbie verzweifelt gesucht | 9. April 2005                  |
| 29              | 3                | Kampf um Laura             | 16. April 2005                 |
| 30              | 4                | Robbie im Wind             | 23. April 2005                 |
| 31              | 5                | Starke Helden              | 30. April 2005                 |
| 32              | 6                | Das Marathonschwimmen      | 7. Mai 2005                    |
| 33              | 7                | Schicksalhafte Begegnungen | 14. Mai 2005                   |
| 34              | 8                | Alarm                      | 21. Mai 2005                   |
| 35              | 9                | Wellenreiter               | 28. Mai 2005                   |
| 36              | 10               | Überraschungen             | 4. Juni 2005                   |

## Staffel 5
| Nummer (gesamt) | Nummer (Staffel) | Titel                | Erstausstrahlung (Deutschland) |
| --------------- | ---------------- | -------------------- | ------------------------------ |
| 37              | 1                | Stimme des Herzens   | 12. November 2005              |
| 38              | 2                | Gewitter             | 19. November 2005              |
| 39              | 3                | Robbie sieht doppelt | 26. November 2005              |
| 40              | 4                | Seenot               | 3. Dezember 2005               |
| 41              | 5                | Hoffnungslächeln     | 10. Dezember 2005              |
| 42              | 6                | Robbie als Amor      | 17. Dezember 2005              |
| 43              | 7                | Pferdediebe          | 7. Januar 2006                 |
| 44              | 8                | Herzklopfen          | 14. Januar 2006                |
| 45              | 9                | Robbie startet durch | 21. Januar 2006                |
| 46              | 10               | Flammen der Liebe    | 28. Januar 2006                |

## Staffel 6
| Nummer (gesamt) | Nummer (Staffel) | Titel                              | Erstausstrahlung (Deutschland) |
| --------------- | ---------------- | ---------------------------------- | ------------------------------ |
| 47              | 1                | Gefährliches Treibgut              | 7. April 2007                  |
| 48              | 2                | Kommen und Gehen                   | 14. April 2007                 |
| 49              | 3                | Robbie und der geheimnisvolle Gast | 21. April 2007                 |
| 50              | 4                | Die Bedrohung                      | 28. April 2007                 |
| 51              | 5                | Herzensangelegenheiten             | 5. Mai 2007                    |
| 52              | 6                | Ein ruhiges Wochenende             | 12. Mai 2007                   |
| 53              | 7                | Rufmord                            | 19. Mai 2007                   |
| 54              | 8                | Hoch gepokert                      | 26. Mai 2007                   |
| 55              | 9                | Gefahr aus dem Meer                | 9. Juni 2007                   |
| 56              | 10               | Luftsprünge                        | 16. Juni 2007                  |

## Staffel 7
| Nummer (gesamt) | Nummer (Staffel) | Titel                         | Erstausstrahlung (Deutschland) |
| --------------- | ---------------- | ----------------------------- | ------------------------------ |
| 57              | 1                | Spurensuche                   | 6. September 2008              |
| 58              | 2                | Robbie und der Pelikan        | 13. September 2008             |
| 59              | 3                | Rettung aus der Luft          | 20. September 2008             |
| 60              | 4                | Ein Herz für Robbie           | 27. September 2008             |
| 61              | 5                | Verflixt verliebt             | 4. Oktober 2008                |
| 62              | 6                | Weggeputzt                    | 11. Oktober 2008               |
| 63              | 7                | Robbie auf großer Fahrt       | 18. Oktober 2008               |
| 64              | 8                | Robbie und der Fliegenfischer | 25. Oktober 2008               |
| 65              | 9                | Herzenswünsche                | 1. November 2008               |
| 66              | 10               | Hochzeitsglocken              | 8. November 2008               |

## Staffel 8
| Nummer (gesamt) | Nummer (Staffel) | Titel                   | Erstausstrahlung (Deutschland) |
| --------------- | ---------------- | ----------------------- | ------------------------------ |
| 67              | 1                | Geheimnis unter Wasser  | 15. November 2008              |
| 68              | 2                | Robbie und das Krokodil | 22. November 2008              |
| 69              | 3                | Robbie und der Räuber   | 29. November 2008              |
| 70              | 4                | Bombenalarm             | 6. Dezember 2008               |
| 71              | 5                | Dunkle Geschäfte        | 13. Dezember 2008              |
| 72              | 6                | Robbie und der Bär      | 20. Dezember 2008              |
| 73              | 7                | Sturzflug               | 3. Januar 2009                 |
| 74              | 8                | Robbie hat Schwein      | 10. Januar 2009                |
| 75              | 9                | Schwarze Schafe         | 17. Januar 2009                |
| 76              | 10               | Altlasten               | 24. Januar 2009                |